# Xylocopa incerta
Xylocopa incerta là một loài Hymenoptera trong họ Apidae. Loài này được Pérez mô tả khoa học năm 1901.